# Lifehouse Elements
Lifehouse Elements es un álbum recopilatorio del músico británico Pete Townshend, publicado por Redline Entertainment en 2000. El álbum recopila canciones publicadas anteriormente en la caja recopilatoria Lifehouse Chronicles.

## Lista de canciones
| N.º | Título                                                                           | Duración |  |
| 1.  | «One Note (Prologue)»                                                            | 1:26     |  |
| 2.  | «Baba O'Riley» (Versión orquestal interpretada por The London Chamber Orchestra) | 9:36     |  |
| 3.  | «Pure and Easy»                                                                  | 8:35     |  |
| 4.  | «New Song»                                                                       | 5:02     |  |
| 5.  | «Gettin' in Tune»                                                                | 4:04     |  |
| 6.  | «Behind Blue Eyes»                                                               | 3:59     |  |
| 7.  | «Let's See Action»                                                               | 6:16     |  |
| 8.  | «Who Are You»                                                                    | 9:05     |  |
| 9.  | «Won't Get Fooled Again»                                                         | 8:27     |  |
| 10. | «Baba M1»                                                                        | 3:05     |  |
| 11. | «The Song Is Over»                                                               | 5:43     |  |